# Государственный строй Вьетнама

Государственный герб СРВ

Государственный строй Социалистической Республики Вьетнам основывается на Конституции СРВ, которая гласит, что Социалистическая Республика Вьетнам — государство народа, для народа и во имя народа. Вся государственная власть принадлежит народу, основу которого составляет союз рабочего класса, крестьянства и интеллигенции. Коммунистическая партия Вьетнама — авангард рабочего класса, преданный представитель интересов рабочего класса, всех трудящихся и всех наций, следующая марксизму-ленинизму и идеям Хо Ши Мина, является руководящей силой государства и общества.
В состав государственных органов СРВ входят:
- органы государственной власти (Национальное Собрание Вьетнама, народные комитеты и народные советы различных ступеней)
- Президент Социалистической Республики Вьетнам
- Правительство Социалистической Республики Вьетнам
- государственные судебные органы — Верховный народный суд и народные суды различных уровней
- государственные органы юридического надзора — Верховная народная прокуратура и народные прокуратуры различных уровней

## Национальное Собрание Вьетнама

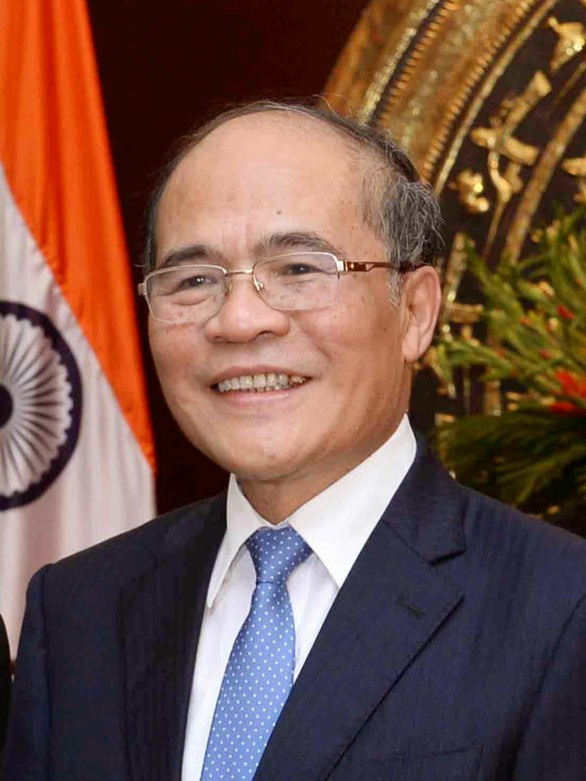
Председатель Национального Собрания — Нгуен Шинь Хунг

Национальное Собрание является высшим представительным органом народа, высшим органом государственной власти Социалистической Республики Вьетнам. Национальное Собрание — единственный орган, имеющий право принимать Конституцию и законы. Национальное Собрание решает основные вопросы внутренней и внешней политики, социального и экономического развития, задачи в области национальной обороны и государственной безопасности страны, принимает решения об основных принципах организации и деятельности государственного аппарата, принципах общественных отношений и деятельности граждан. Национальное Собрание осуществляет право верховного контроля за всей деятельностью государства.
Срок полномочий Национального Собрания каждого созыва — 5 лет.

## Президент СРВ

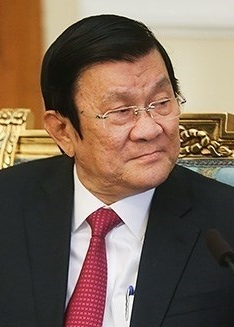
Президент СРВ — Чыонг Тан Шанг

Президент СРВ, являясь главой государства, представляет Социалистическую Республику Вьетнам во внутренних и внешних делах. Президент избирается Национальным Собранием из состава депутатов Национального Собрания. Президент несёт ответственность за свою работу и отчитывается о ней перед Национальным Собранием.
Президент республики на основе решений Национального Собрания или его Постоянного Комитета имеет следующие задачи и полномочия:
- опубликовывать Конституцию, законы, указы
- осуществлять командование народными вооружёнными силами и занимать должность Председателя Комитета национальной обороны и государственной безопасности
- вносить в Национальное Собрание предложения о назначении, освобождении и отзыве вице-президента, Премьер-министра, Председателя Верховного народного Суда и Главного прокурора Верховной народной прокуратуры
- назначать, освобождать, отзывать вице-премьера и Других членов Правительства
- назначать, освобождать и отзывать заместителей Председателя Верховного народного Суда и его народных заседателей, а также заместителей и членов Верховной народной прокуратуры

Срок полномочий Президента соответствует сроку полномочий Национального Собрания.

## Правительство СРВ
Правительство является исполнительным органом Национального Собрания, высшим распорядительным органом Социалистической Республики Вьетнам. Правительство осуществляет единое руководство выполнением политических, экономических, культурных, социальных задач, проблем безопасности, национальной обороны и внешней политики государства; обеспечивает действенность работы государственного аппарата в центре и на местах; гарантирует уважение и соблюдение Конституции и законов; развивает права народа-хозяина в строительстве и защите Отечества; обеспечивает стабилизацию и повышение материальной и культурной жизни народа.
Правительство несёт ответственность за свою деятельность и отчитывается перед Национальным Собранием, его Постоянным Комитетом и Президентом. Правительство состоит из Премьер-министра, нескольких вице-премьеров, министров и других членов. Члены Правительства, кроме Премьер-министра, не обязательно должны быть депутатами Национального Собрания. Премьер-министр несёт ответственность за свою работу и отчитывается о ней перед Национальным Собранием, его Постоянным Комитетом и Президентом.
Правительство имеет следующие задачи и полномочия:
- руководить работой министерств, приравненных к ним учреждений и других органов при Правительстве, Народных Советах всех ступеней
- обеспечивать соблюдение государственными органами, общественными и экономическими организациями, подразделениями вооружённых сил, гражданами Конституции и законов; организовывать работу по пропаганде и разъяснению среди населения Конституции и законов и руководить ею
- осуществлять единое руководство строительством и развитием народного хозяйства
- укреплять и усиливать национальную оборону
- осуществлять управление внешнеполитической деятельностью государства
- проводить в жизнь социальную и национальную политику, политику о религии
- для осуществления своих задач и полномочий координировать свою работу с Отечественным фронтом Вьетнама

## Народные комитеты и народные советы
Народные Советы являются органами государственной власти на местах, выражают волю, интересы и право народа на коллективное хозяйствование, избираются местным населением, несут ответственность перед ним и вышестоящими органами государственной власти.
Народные Комитеты, избираемые Народными Советами, являются исполнительными органами Народных Советов, государственными административными органами на местах, обязаны соблюдать Конституцию, законы и акты вышестоящих органов и решения Народных Советов.

## Верховный народный суд и Верховная народная прокуратура
Верховный народный Суд и Верховная народная прокуратура Социалистической Республики Вьетнам в пределах своей компетенции имеют задачи охраны социалистического строя, социалистической законности и прав трудового народа на коллективное хозяйствование, охрану государственного и общественного имущества, охрану жизни, имущества, свободы, чести и человеческого достоинства граждан.
Верховный народный Суд, местные народные суды, военные и другие суды являются органами правосудия Социалистической Республики Вьетнам.
Срок полномочий Председателя Верховного народного Суда соответствует сроку полномочий Национального Собрания. Порядок назначения, освобождения, отзыва и срок полномочий судей, порядок избрания и срок полномочий народных заседателей народных судов всех ступеней определяются законом.
Председатель Верховного народного Суда несёт ответственность за свою работу и отчитывается о ней перед Национальным Собранием; в период, когда Национальное Собрание не заседает, — несёт ответственность за свою работу и отчитывается о ней перед Постоянным Комитетом Национального Собрания и Президентом. Народной прокуратурой руководит Главный прокурор. Срок полномочий Главного прокурора Верховной народной прокуратуры соответствует сроку полномочий Национального Собрания.